# Conway Edward Cartwright
Pour les articles homonymes, voir Cartwright.
 (avril 2019).
Si vous disposez d'ouvrages ou d'articles de référence ou si vous connaissez des sites web de qualité traitant du thème abordé ici, merci de compléter l'article en donnant les références utiles à sa vérifiabilité et en les liant à la section « Notes et références ».
Conway Edward Cartwright (15 mai 1837 – 26 janvier 1920) est un ecclésiastique et auteur canadien.

## Biographie
Il fit ses études au Trinity College de Dublin afin de devenir ministre de l’Église d’Angleterre dont il sortit pour être nommé, en 1875, chapelain de l’Église protestante au pénitencier de Portsmouth, près de Kingston, en Ontario. Alors qu’il était tout jeune, il fut l’auteur d’un petit recueil de poésie, Lena, a legend of Niagara and others poems (Dublin, 1860) puis de The Life and Letters of the late Hon. Richard Cartwright (Toronto, 1876).